# Palacio Barbaro (Santo Stefano)
El palacio Barbaro  es un edificio histórico italiano situado en el sestiere de San Marco en Venecia. Se encuentra en la plaza o campo  de Santo Stefano haciendo esquina con el palacio Loredan, sede del Instituto véneto de ciencias, letras y artes.

## Historia y descripción
El palacio se construyó en el siglo XVI por encargo de la familia noble veneciana Barbaro. En 1700 el propietario del edificio era Daniele Barbaro, y en 1797 Marco Barbaro. Se sabe que desde 1704 la propiedad estuvo alquilada a nombre de Andrea Baffo, padre del poeta Giorgio Baffo.
La fachada representativa, en el campo de Santo Stefano, estuvo en origen decorada con frescos de Santo Zago, contemporáneo de Tintoretto, que con el tiempo han desaparecido. Esta fachada presenta dos portales y seis ventanas renacentistas por plantas, separadas por cornisas marcaplantas horizontales.